# 蒂娜·斯文松
蒂娜·斯文松（瑞典語：Tina Svensson，1966年11月16日—），挪威女子足球运动员。她曾代表挪威参加1996年夏季奥林匹克运动会足球比赛，获得一枚铜牌。她也曾获得1995年世界杯女子足球赛冠军。